# Parafia Najświętszej Maryi Panny Królowej Polski w Przewornie
Parafia Najświętszej Maryi Panny Królowej Polski w Przewornie – znajduje się w dekanacie Strzelin w archidiecezji wrocławskiej. Jej proboszczem jest ks. Tomasz Błaszczyk. Erygowana w 1840.

## Zobacz też

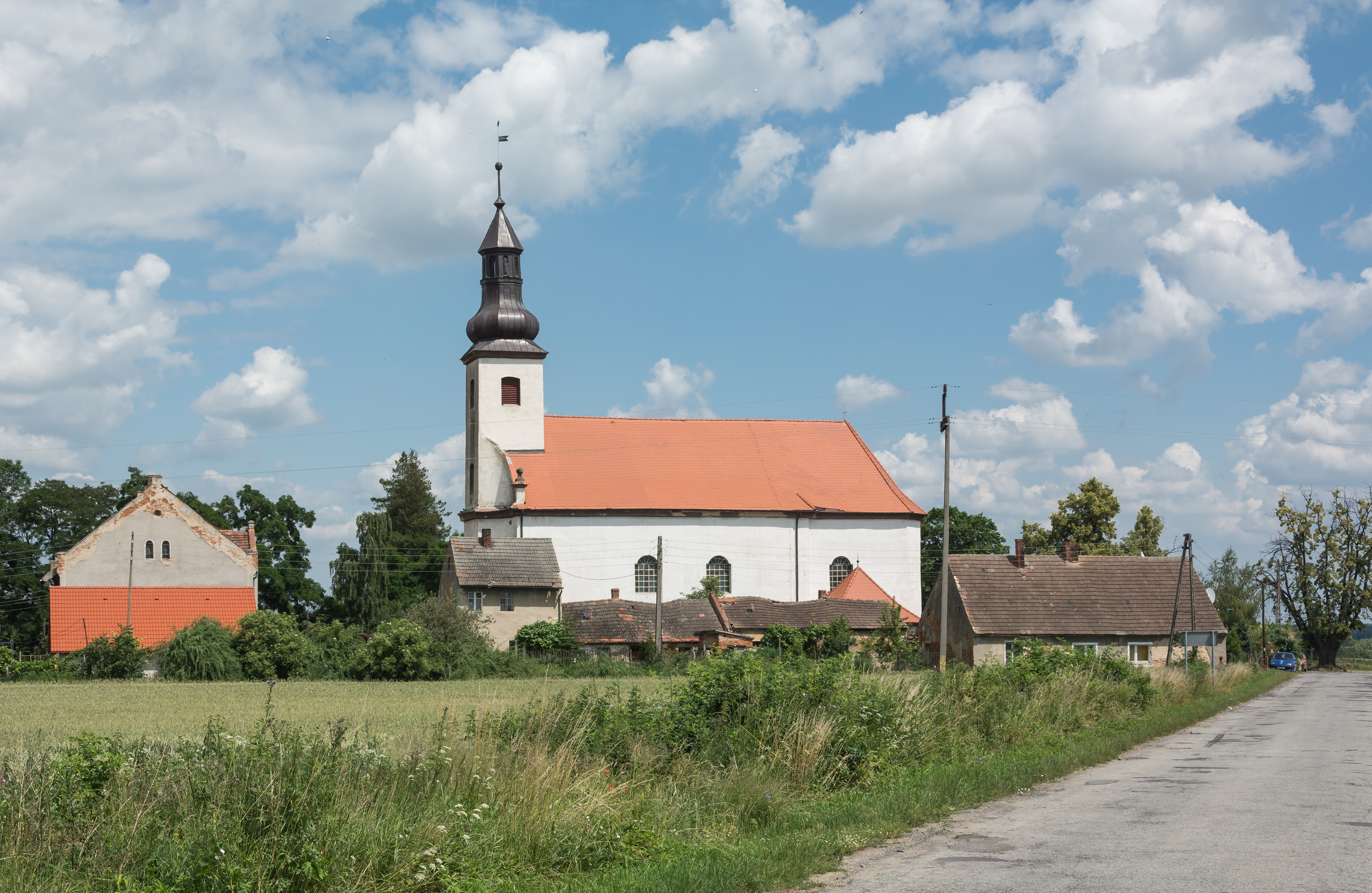
Kościół filialny w Przewornie